# 五七調
五七調（ごしちちょう）とは、詩で五音・七音の順番で繰り返す形式。
七五調とは対照的に素朴で力強い感じを与えることを特徴とする。主に万葉集に使われている。

## 音楽における五七調
- 国歌「君が代」（起こりは短歌でいわゆる「歌」ではない）
- 海行かば
- 全国高等学校野球選手権大会歌「栄冠は君に輝く」
- J-POP[1]
  - 松任谷由実「やさしさに包まれたなら」
  - 高橋洋子「残酷な天使のテーゼ」
  - ウルフルズ「ガッツだぜ!!」